# Симплектическое пространство
Симплекти́ческое пространство — это векторное пространство S с заданной на нём симплектической формой {\displaystyle \omega }, то есть билинейной кососимметрической невырожденной 2-формой:
{\displaystyle \omega (\mathbf {a} ,\mathbf {b} )=-\omega (\mathbf {b} ,\mathbf {a} )}
{\displaystyle \omega (\mathbf {a} ,\,\lambda \,\mathbf {b} +\mu \,\mathbf {c} )=\lambda \,\omega (\mathbf {a} ,\mathbf {b} )+\mu \,\omega (\mathbf {a} ,\mathbf {c} )}
{\displaystyle \forall \mathbf {a} \in \mathbb {S} ,\,\mathbf {a} \neq 0~~\exists \mathbf {b} \in \mathbb {S} \,:\,\omega (\mathbf {a} ,\mathbf {b} )\neq 0}
Симплектическая форма обычно обозначается {\displaystyle \left\langle \cdot ,\cdot \right\rangle }. В отличие от формы скалярного произведения, для которой
{\displaystyle \forall \mathbf {a} \neq 0\,:\,(\mathbf {a} ,\mathbf {a} )>0},
для симплектической формы всегда {\displaystyle \left\langle \mathbf {a} ,\mathbf {a} \right\rangle =0}

## Связанные определения
- Линейное преобразование L симплектического пространства называется симплектическим, если оно сохраняет симплектическую форму:

{\displaystyle \left\langle \mathbf {a} ,\mathbf {b} \right\rangle =\left\langle L(\mathbf {a} ),L(\mathbf {b} )\right\rangle }
- Множество всех симплектических преобразований пространства S образует группу, называемую симплектической группой и обозначаемую Sp(S).
- Матрица симплектического преобразования называется симплектической матрицей.
- Подпространство s симплектического пространства S называется симплектическим, если ограничение симплектической формы на s невырождено.
- Два вектора {\displaystyle \mathbf {a} ,\mathbf {b} \in S} называются косоортогональными, если

{\displaystyle \left\langle \mathbf {a} ,\mathbf {b} \right\rangle =0}
Отметим, что любой вектор косоортогонален самому себе.
- Косоортогональным дополнением подпространства {\displaystyle s\subset S} называется множество всех векторов, косоортогональных любому вектору из {\displaystyle s}.

## Каноническая структура
Симплектическую структуру можно ввести на любом чётномерном векторном пространстве. Можно показать, что на нечётномерном пространстве не существуют невырожденные кососимметрические 2-формы. Все симплектические пространства одинаковой размерности симплектически изоморфны. Эти факты следуют из теоремы Дарбу для симплектических пространств. Идея доказательства заключается в следующем. Рассмотрим некоторый вектор {\displaystyle \mathbf {q_{1}} \in \mathbb {S} ,~~\dim \,\mathbb {S} =2n}. В силу невырожденности {\displaystyle \omega } существует такой вектор {\displaystyle \mathbf {p_{1}} \in \mathbb {S} }, что
{\displaystyle \left\langle \mathbf {p_{1}} ,\mathbf {q_{1}} \right\rangle =1}
Рассмотрим косоортогональное дополнение к линейной оболочке V векторов {\displaystyle \mathbf {p_{1}} } и {\displaystyle \mathbf {q_{1}} }. Можно показать, что это будет (2n-2)-мерное подпространство S, не пересекающееся c V, причём ограничение {\displaystyle \omega } на нём невырождено. Следовательно, процесс можно продолжить по индукции. Для нечётномерного пространства процесс завершится на одномерном подпространстве, на котором {\displaystyle \omega } заведомо вырождена, так что предположение о существовании симплектической структуры было неверным. Для чётномерного пространства мы получим базис
{\displaystyle (\mathbf {p_{1}} ,\dots ,\mathbf {p_{n}} ,\mathbf {q_{1}} ,\dots ,\mathbf {q_{n}} )},
такой что
{\displaystyle \left\langle \mathbf {p_{i}} ,\mathbf {q_{j}} \right\rangle =\delta _{ij},~~\left\langle \mathbf {q_{i}} ,\mathbf {q_{j}} \right\rangle =\left\langle \mathbf {p_{i}} ,\mathbf {p_{j}} \right\rangle =0}
где {\displaystyle \delta _{ij}} — символ Кронекера. Он называется каноническим базисом или базисом Дарбу.
В каноническом базисе матрица симплектической формы примет вид
{\displaystyle \Omega _{n}={\begin{bmatrix}0&I_{n}\\-I_{n}&0\end{bmatrix}}}
где {\displaystyle I_{n}} — единичная матрица порядка n. {\displaystyle \Omega _{n}} является симплектической матрицей.

## Строение подпространств
Рассмотрим подпространство {\displaystyle W\subset \mathbb {S} } и его косоортогональное дополнение {\displaystyle W^{\perp }}. В силу невырожденности {\displaystyle \omega }:
{\displaystyle \dim \,W+\dim \,W^{\perp }=\dim \,\mathbb {S} }
Кроме того,
{\displaystyle (W^{\perp })^{\perp }=W}
В общем случае эти подпространства пересекаются. В зависимости от их взаимного положения выделяют 4 типа подпространств:
- Симплектические: {\displaystyle W\cap W^{\perp }=0}. Это верно тогда и только тогда, когда ограничение {\displaystyle \omega } на W невырождено, так что такое определение симплектических подпространств совпадает с данным ранее. В подходящих координатах Дарбу W имеет вид

{\displaystyle (p_{1},\dots ,p_{k},0,\dots ,0;~q_{1},\dots ,q_{k},0,\dots ,0),\,2k=\dim \,W}
- Изотропные: {\displaystyle W\subset W^{\perp }}. Подпространство изотропно тогда и только тогда, когда {\displaystyle \omega } тождественно равна нулю на нём. Любое одномерное подпространство изотропно. В подходящих координатах Дарбу W имеет вид

{\displaystyle (p_{1},\dots ,p_{k},0,\dots ,0;~0,\dots ,0),\,k=\dim \,W}.
- Коизотропные: {\displaystyle W^{\perp }\subset W}. W коизотропно тогда и только тогда, когда {\displaystyle \omega } невырождена на факторпространстве {\displaystyle W\,/\,W^{\perp }}. Любое подпространство коразмерности 1 коизотропно. В подходящих координатах Дарбу W имеет вид

{\displaystyle (p_{1},\dots ,p_{n};~q_{1},\dots ,q_{k},0,\dots ,0),\,n+k=\dim \,W,\,2n=\dim \,\mathbb {S} }
- Лагранжевы: {\displaystyle W^{\perp }=W}. W лагранжево тогда и только тогда, когда оно одновременно изотропно и коизотропно. Любое изотропное подпространство вкладывается в лагранжево, а любое коизотропное подпространство содержит лагранжево. В подходящих координатах Дарбу W имеет вид

{\displaystyle (p_{1},\dots ,p_{n};~0,\dots ,0),\,n=\dim \,W,\,2n=\dim \,\mathbb {S} }
Множество всех лагранжевых подпространств пространства размерности 2n образует многообразие, называемое лагранжевым грассманианом {\displaystyle \Lambda _{n}}. Оно диффеоморфно многообразию смежных классов унитарной группы {\displaystyle \mathbb {U} _{n}} по ортогональной подгруппе {\displaystyle \mathbb {O} _{n}}, при этом
{\displaystyle \dim \,\Lambda _{n}={\frac {n(n+1)}{2}}}

## Примеры
- В комплексном пространстве {\displaystyle \mathbb {C} ^{n}} можно задать билинейную кососимметричную форму по формуле

{\displaystyle \left\langle u,w\right\rangle =\operatorname {Im} \left[u,w\right]}
где {\displaystyle \left[\cdot ,\cdot \right]} — эрмитова форма. Эта форма задаёт симплектическую структуру на овеществлении {\displaystyle \mathbb {R} ^{2n}} пространства {\displaystyle \mathbb {C} ^{n}}.
- Для любого пространства V существует каноническая симплектическая структура на пространстве {\displaystyle V\oplus V^{*}}, где {\displaystyle V^{*}} — сопряжённое к V пространство. Кососкалярное произведение определяется для базисных векторов в V и сопряжённых к ним по формуле

{\displaystyle \left\langle w,u\right\rangle =1,~~u^{*}=w,~~u\in V}
{\displaystyle \left\langle w,u\right\rangle =0,~~u^{*}\neq w,~~\forall u,w\in V\oplus V^{*}}
и продолжается на все остальные векторы по линейности.